# Cancer provoqué par l'arsenic
Cet article décrit les critères administratifs pour qu'un cancer provoqué par l'arsenic soit reconnue comme maladie professionnelle.
Cet article relève du domaine de la législation sur la protection sociale et a un caractère davantage juridique que médical. Pour la description clinique de la maladie se reporter à l'article suivant :

## Législation enFrance

### Régime général
| Fiche Maladie Professionnelle | Fiche Maladie Professionnelle | Fiche Maladie Professionnelle |
| Ce tableau définit les critères à prendre en compte pour qu'un cancer bronchique provoqué par l'arsenic soit pris en charge au titre de la maladie professionnelle | Ce tableau définit les critères à prendre en compte pour qu'un cancer bronchique provoqué par l'arsenic soit pris en charge au titre de la maladie professionnelle | Ce tableau définit les critères à prendre en compte pour qu'un cancer bronchique provoqué par l'arsenic soit pris en charge au titre de la maladie professionnelle |
| Régime Général. Date de création : 23 juin 1985 | Régime Général. Date de création : 23 juin 1985 | Régime Général. Date de création : 23 juin 1985 |
| Tableau no 20 bis RG | Tableau no 20 bis RG | Tableau no 20 bis RG |
| Cancer bronchique primitif provoqué par l'inhalation de poussières ou de vapeurs arsenicales                                                                       | Cancer bronchique primitif provoqué par l'inhalation de poussières ou de vapeurs arsenicales                                                                       | Cancer bronchique primitif provoqué par l'inhalation de poussières ou de vapeurs arsenicales |
| --- | --- | --- |
| Désignation des Maladies | Délai de prise en charge | Liste indicative des principaux travaux susceptibles de provoquer ces maladies |
| Cancer bronchique primitif. | 40 ans | Travaux de pyro-métallurgie exposant à l'inhalation de poussières ou de vapeurs arsenicales. Travaux de fabrication et de conditionnement de l'anhydride arsénieux. Fabrication de pesticides arsenicaux à partir de composés inorganiques pulvérulents de l'arsenic. |
| Date de mise à jour : 28 juillet 1987 | | |

| Fiche Maladie Professionnelle | Fiche Maladie Professionnelle | Fiche Maladie Professionnelle |
| Ce tableau définit les critères à prendre en compte pour qu'un cancer bronchique provoqué par l'arsenic soit pris en charge au titre de la maladie professionnelle | Ce tableau définit les critères à prendre en compte pour qu'un cancer bronchique provoqué par l'arsenic soit pris en charge au titre de la maladie professionnelle | Ce tableau définit les critères à prendre en compte pour qu'un cancer bronchique provoqué par l'arsenic soit pris en charge au titre de la maladie professionnelle                                        |
| Régime Général. Date de création : 8 mai 1997 | Régime Général. Date de création : 8 mai 1997 | Régime Général. Date de création : 8 mai 1997 |
| Tableau no 20 ter RG | Tableau no 20 ter RG | Tableau no 20 ter RG |
| Cancer bronchique primitif provoqué par l'inhalation de poussières ou de vapeurs arseno-pyrites aurifères                                                          | Cancer bronchique primitif provoqué par l'inhalation de poussières ou de vapeurs arseno-pyrites aurifères                                                          | Cancer bronchique primitif provoqué par l'inhalation de poussières ou de vapeurs arseno-pyrites aurifères                                                                                                 |
| --- | --- | --- |
| Désignation des Maladies | Délai de prise en charge | Liste indicative des principaux travaux susceptibles de provoquer ces maladies |
| Cancer bronchique primitif. | 40 ans (sous réserve d'une durée d'exposition de 10 ans) | Travaux d'extraction au fond dans les mines de minerais renfermant des arseno-pyrites aurifères. Travaux de concassage et de broyage effectués à sec de minerais renfermant des arseno-pyrites aurifères. |
| Date de mise à jour : | | |

### Régime agricole
| Fiche Maladie Professionnelle | Fiche Maladie Professionnelle | Fiche Maladie Professionnelle |
| Ce tableau définit les critères à prendre en compte pour qu'une intoxication par l'arsenic soit prise en charge au titre de la maladie professionnelle                                                                     | Ce tableau définit les critères à prendre en compte pour qu'une intoxication par l'arsenic soit prise en charge au titre de la maladie professionnelle | Ce tableau définit les critères à prendre en compte pour qu'une intoxication par l'arsenic soit prise en charge au titre de la maladie professionnelle      |
| Régime Agricole. Date de création : 17 juin 1955 | Régime Agricole. Date de création : 17 juin 1955 | Régime Agricole. Date de création : 17 juin 1955 |
| Tableau no 10 RA | Tableau no 10 RA | Tableau no 10 RA |
| Affections professionnelles provoquées par l'arsenic et ses composés minéraux | Affections professionnelles provoquées par l'arsenic et ses composés minéraux                                                                          | Affections professionnelles provoquées par l'arsenic et ses composés minéraux                                                                               |
| --- | --- | --- |
| Désignation des Maladies | Délai de prise en charge | Liste indicative des principaux travaux susceptibles de provoquer ces maladies                                                                              |
| A - Effets caustiques : - dermite de contact orthoergique, plaies arsenicales ; - stomatite, rhinite, ulcération ou perforation de la cloison nasale ; - conjonctivite, kératite, blépharite.                              | 7 jours | Tous travaux exposant à la manipulation ou à l'emploi d'arsenic ou de ses composés minéraux, notamment lors des traitements anticryptogamiques de la vigne. |
| B - Intoxication aiguë : - insuffisance circulatoire, troubles du rythme, arrêt circulatoire ; - vomissement, diarrhée, syndrome de cytoloyse hépatique ; - troubles de l'hémostase ; - encéphalopathie ; - dyspnée aiguë. | 7 jours | |
| C - Intoxication subaiguë ou chronique : - polynévrites ;. - mélanodermie ; - dyskératoses palmo-plantaires. | 90 jours | |
| D - Affections cancéreuses : - dyskératose lenticulaire en disque (maladie de Bowen) ; - épithélioma cutané primitif ; - angiosarcome du foie ; - cancer bronchique primitif.                                              | 40 ans | |
| Date de mise à jour : 22 août 1986 | | |

## Sources spécifiques
- (fr) Tableau N° 20 Bis des maladies professionnelles du régime Général
- (fr) Tableau N° 20 Ter des maladies professionnelles du régime Général
- (fr) Tableau N° 10 des maladies professionnelles du régime Agricole

## Sources générales
- (fr) Tableaux du régime Général sur le site de l’AIMT
- (fr) Tous les tableaux du régime Général
- (fr) Tous les tableaux du régime Agricole
- (fr) Guide des maladies professionnelles sur le site de l’INRS

## Autres liens
- (fr) Maladies à caractère professionnel

## Internationalisation
- (fr) Liste Européenne des maladies professionnelles
- (fr) Liste des maladies professionnelles au Sénégal
- (fr) Liste des maladies professionnelles en Tunisie